# Echinocereus ferreirianus
Echinocereus ferreirianus är en kaktusväxtart som beskrevs av H.E. Gates. Echinocereus ferreirianus ingår i släktet Echinocereus och familjen kaktusväxter.

## Underarter
Arten delas in i följande underarter:
- E. f. ferreirianus
- E. f. lindsayi

## Bildgalleri

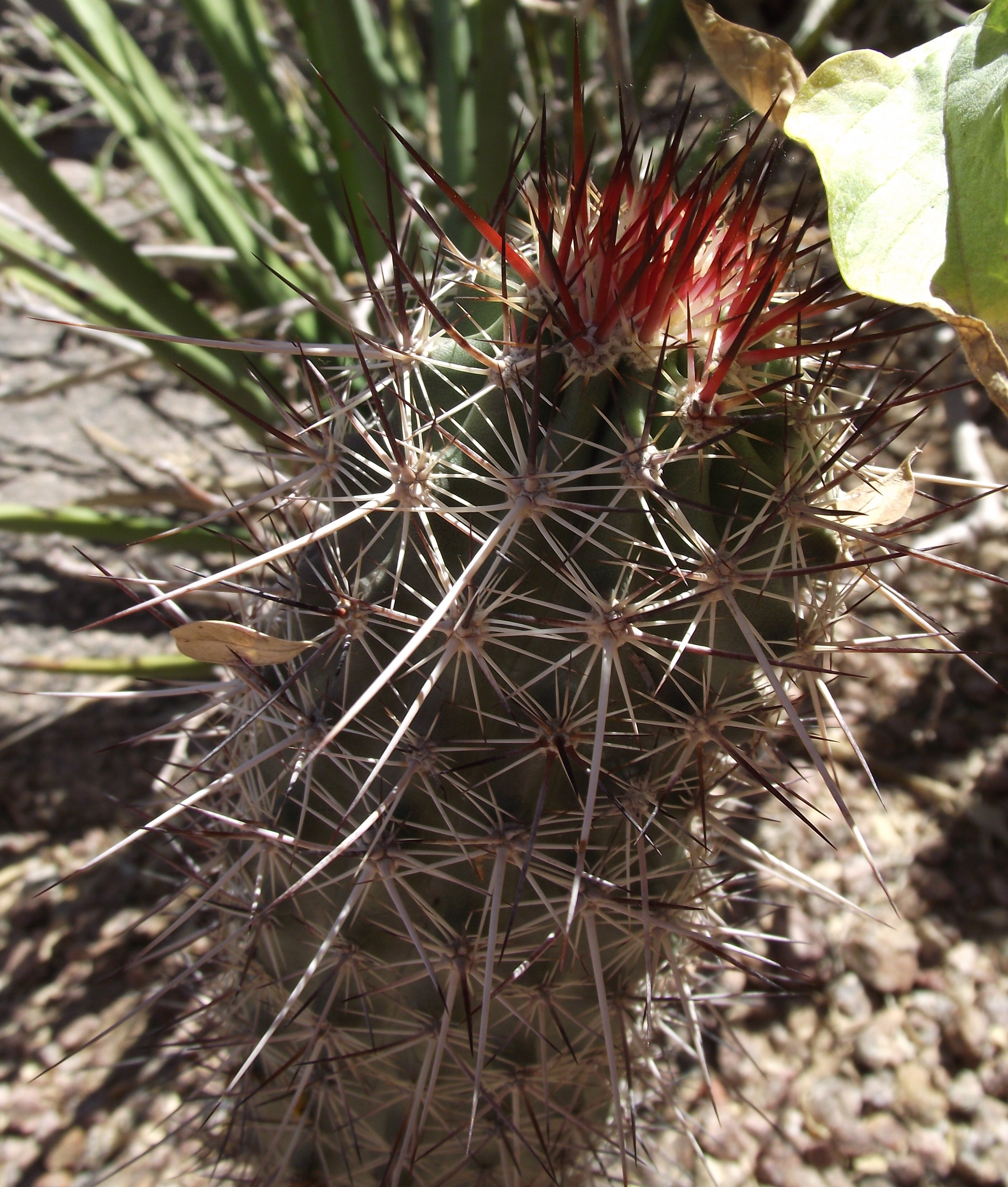
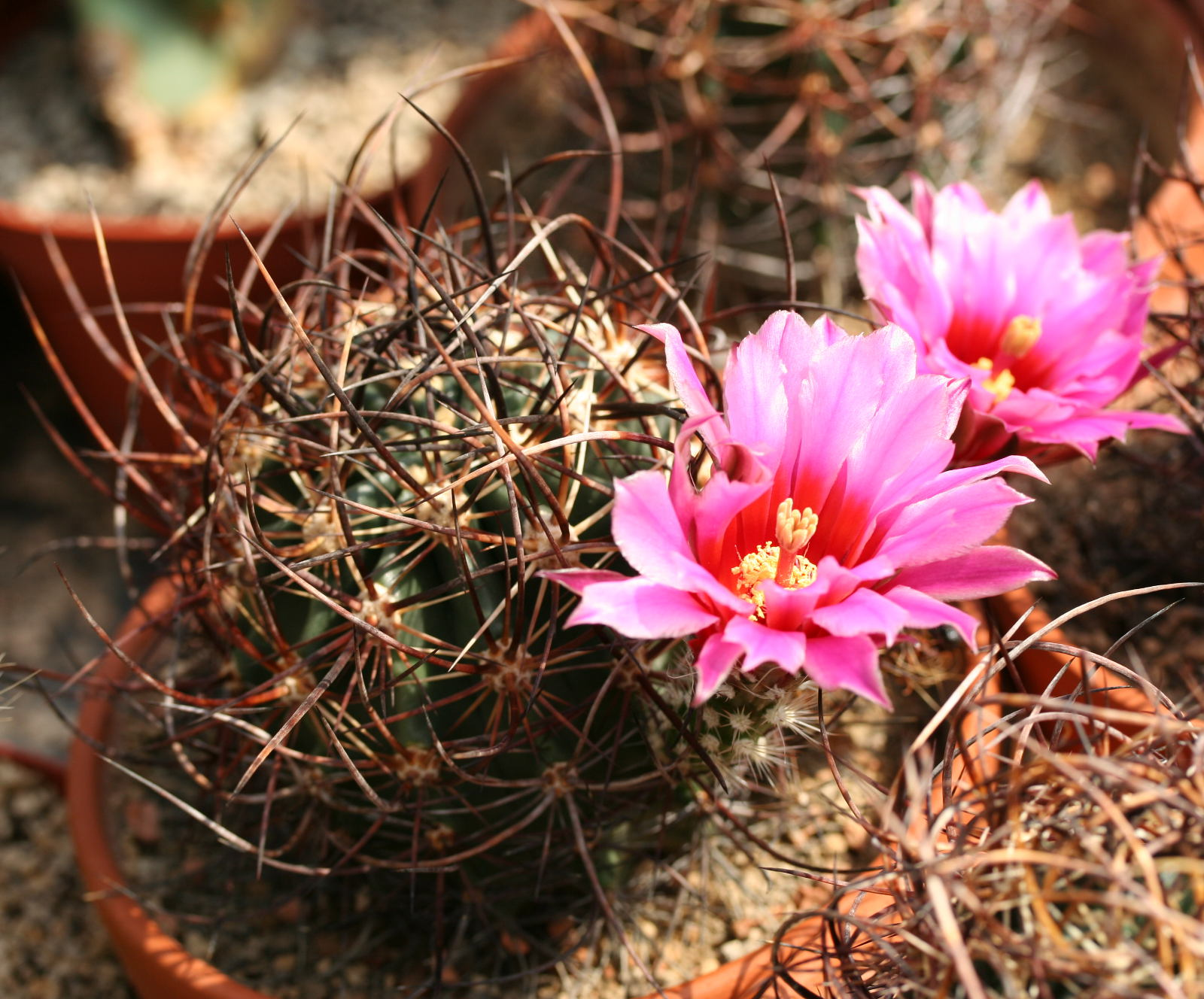